# Matthew Lidaywa Mwange
Matthew Lidaywa Mwange (ur. 2 stycznia 1979 r. w Vihiga) – kenijski wioślarz, reprezentant Kenii w wioślarskiej jedynce podczas Letnich Igrzysk Olimpijskich w Pekinie.

## Osiągnięcia
- Igrzyska Olimpijskie – Pekin 2008 – jedynka – 30. miejsce[1][2].